# Phú Xuân (quận)
Phú Xuân là một quận trung tâm thuộc thành phố Huế, Việt Nam.

## Địa lý
Quận Phú Xuân có ranh giới bao trọn Kinh thành Huế xưa, có vị trí địa lý:
- Phía đông giáp quận Thuận Hóa với ranh giới là sông Hương
- Phía tây giáp thị xã Hương Trà
- Phía bắc giáp huyện Quảng Điền
- Phía nam giáp thị xã Hương Thủy.

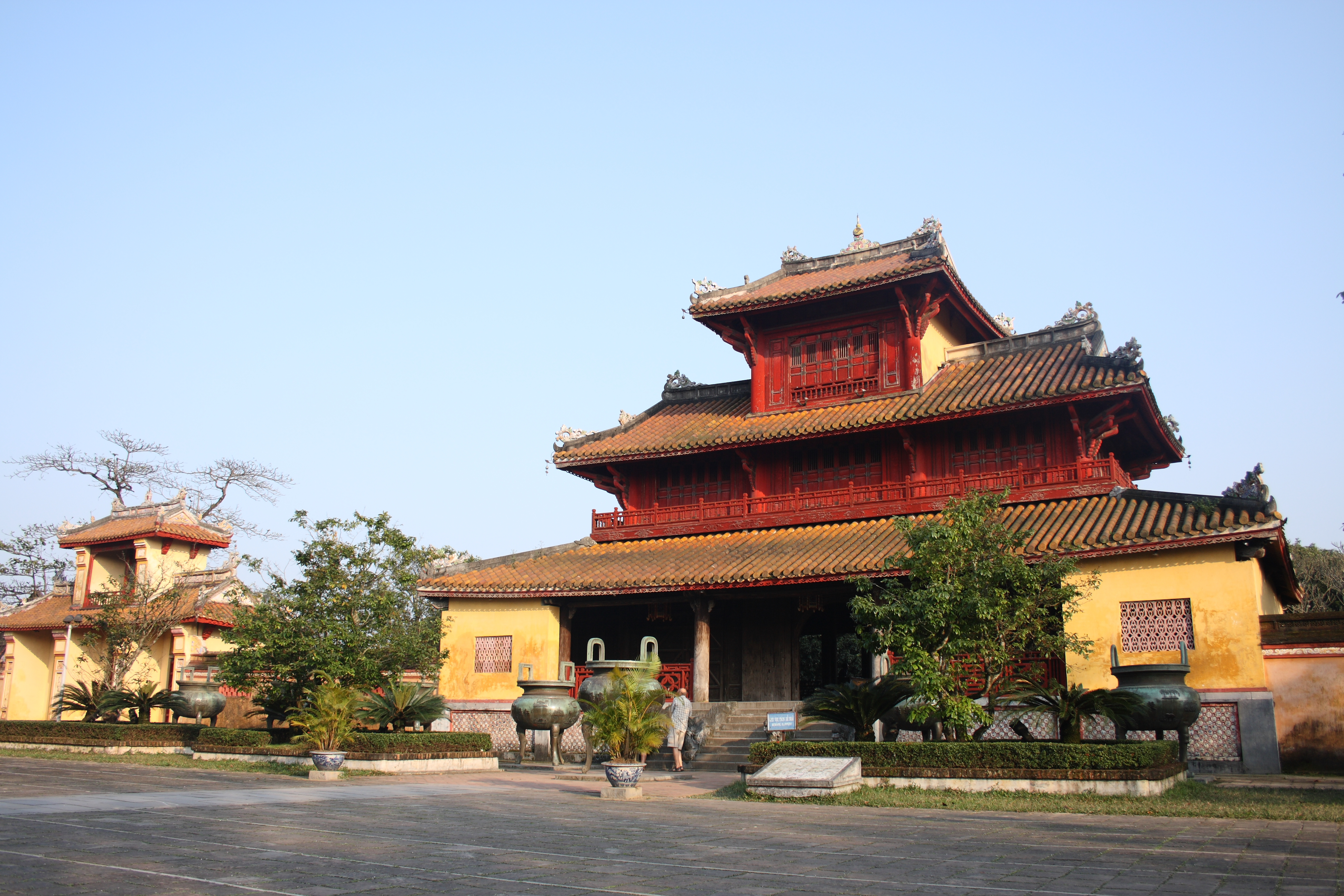
Hiển Lâm Các

Quận Phú Xuân có diện tích 127,05 km², dân số năm 2023 là 203.142 người, mật độ dân số đạt 1.599 người/km².
Nằm gần dãy núi Trường Sơn, khu vực quận là đồng bằng thuộc vùng hạ lưu sông Hương và sông Bồ, có độ cao trung bình khoảng 3 – 4 m so với mực nước biển và thường bị ngập lụt khi đầu nguồn của sông Hương (trên dãy Trường Sơn) xảy ra mưa vừa và lớn.

## Hành chính
Quận Phú Xuân có 13 đơn vị hành chính cấp xã trực thuộc, bao gồm 13 phường: An Hòa, Đông Ba, Gia Hội, Hương An, Hương Long, Hương Sơ, Hương Vinh, Long Hồ, Kim Long, Phú Hậu, Thuận Hòa, Thuận Lộc, Tây Lộc.

## Lịch sử
Tên quận được đặt theo tên của cố đô Huế.
Ngày 30 tháng 11 năm 2024:
- Quốc hội ban hành Nghị quyết số 175/2024/QH15[3] về việc thành lập thành phố Huế trực thuộc trung ương trên cơ sở toàn bộ diện tích và dân số tỉnh Thừa Thiên Huế.[4]
- Ủy ban Thường vụ Quốc hội ban hành Nghị quyết số 1314/NQ-UBTVQH15[1] về việc sắp xếp đơn vị hành chính cấp huyện, cấp xã của thành phố Huế giai đoạn 2023 – 2025 (nghị quyết có hiệu lực từ ngày 1 tháng 1 năm 2025). Theo đó:
  - Thành lập phường Hương Phong trên cơ sở xã Hương Phong.
  - Thành lập phường Long Hồ trên cơ sở phường Hương Hồ và xã Hương Thọ.
  - Thành lập quận Phú Xuân thuộc thành phố Huế trên cơ sở 13 phường: An Hòa, Đông Ba, Gia Hội, Hương An, Hương Long, Hương Sơ, Hương Vinh, Kim Long, Long Hồ, Phú Hậu, Tây Lộc, Thuận Hòa, Thuận Lộc của thành phố Huế, tỉnh Thừa Thiên Huế.

Quận Phú Xuân có 13 phường trực thuộc như hiện nay.

## Kinh tế

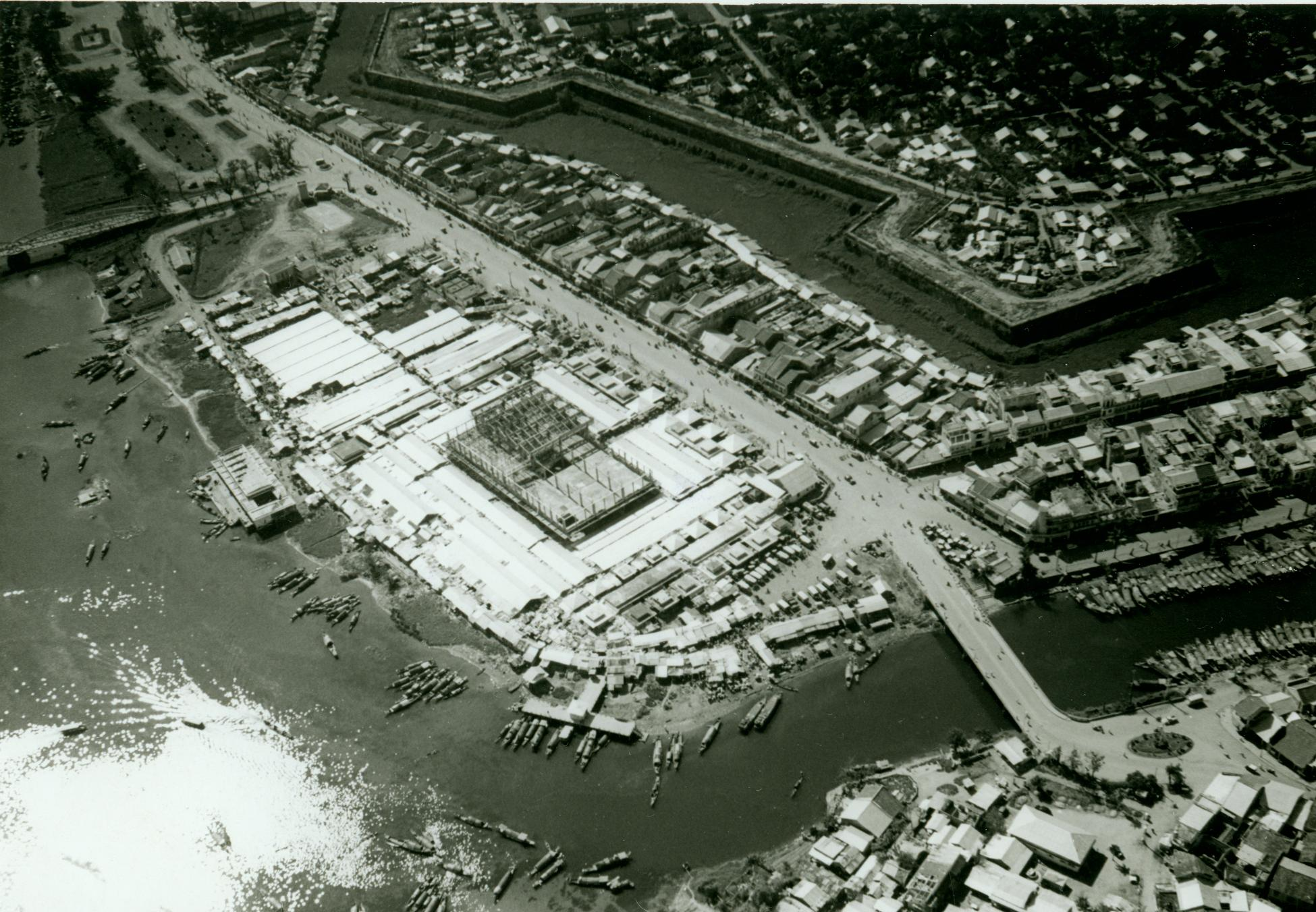
Khởi công xây dựng khuôn viên Chợ Đông Ba năm 1969

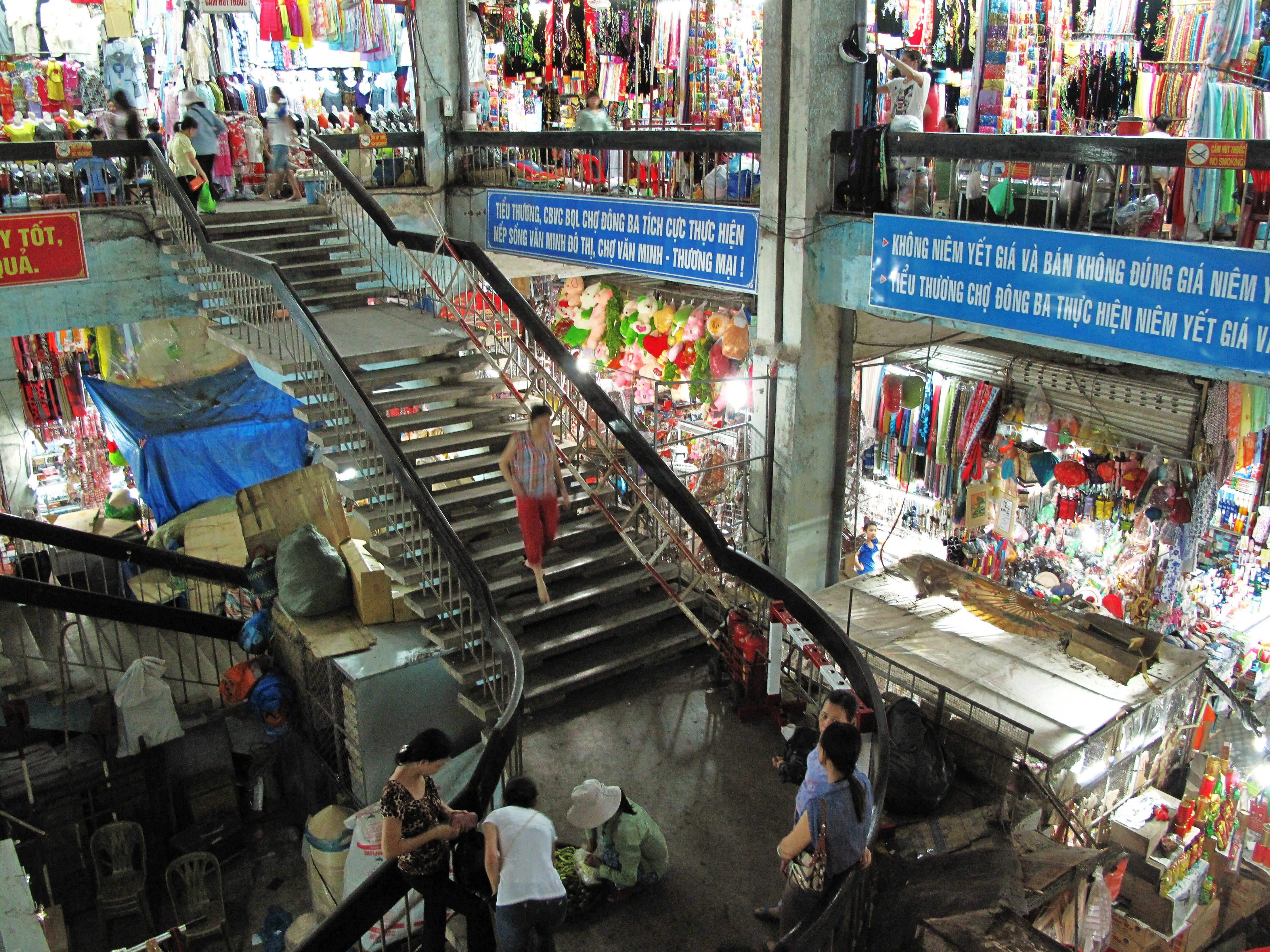
Trong Chợ Đông Ba ngày nay

## Xã hội

### Giáo dục
Trên địa bàn quận Phú Xuân có 5 trường trung học phổ thông công lập thuộc Sở Giáo dục và Đào tạo thành phố Huế:
1. Trường THPT Nguyễn Huệ (trường Nữ sinh Thành Nội cũ).
2. Trường THPT Gia Hội
3. Trường THPT Bùi Thị Xuân
4. Trường THPT Đặng Trần Côn
5. Trường THPT Hương Vinh

Ngoài ra còn có hệ THPT trong Trung tâm GDNN–GDTX quận Phú Xuân.
Trên địa bàn quận Phú Xuân có 17 trường THCS công lập. Trong đó có 4 phường (Đông Ba, Gia Hội, Tây Lộc, Long Hồ) có 2 trường THCS.
1. Trường THCS Huỳnh Thúc Kháng (phường Đông Ba)
2. Trường THCS Thống Nhất (phường Đông Ba)
3. Trường THCS Nguyễn Du (phường Gia Hội)
4. Trường THCS Nguyễn Bỉnh Khiêm (phường Gia Hội)
5. Trường THCS Phan Sào Nam (phường Tây Lộc)
6. Trường THCS Hàm Nghi (phường Tây Lộc)
7. Trường THCS Trần Cao Vân (phường Thuận Hòa)
8. Trường THCS Tố Hữu (phường Thuận Lộc)
9. Trường THCS Nguyễn Văn Linh (phường Hương Sơ)
10. Trường THCS Nguyễn Cư Trinh (phường An Hòa)
11. Trường THCS Lý Tự Trọng (phường Phú Hậu)
12. Trường THCS Đặng Vinh (phường Hương Vinh)
13. Trường THCS Nguyễn Hoàng (phường Kim Long)
14. Trường THCS Lê Hồng Phong (phường Hương Long)
15. Trường THCS Nguyễn Đăng Thịnh (phường Hương An)
16. Trường THCS Tôn Thất Bách (phường Long Hồ)
17. Trường THCS Huỳnh Đình Túc (phường Long Hồ)

Trên toàn thể 13 phường của quận đều có đầy đủ các trường tiểu học và mầm non.

### Y tế
- Trung tâm Y tế quận Phú Xuân (được chuyển đổi từ Trung tâm Y tế TP.Huế (cũ)).
- Bệnh viện Quân y 268.
- Bệnh viện Da liễu Huế.
- Bệnh viện Phổi Huế.
- Bệnh viện Tâm thần Huế.
- Bệnh viện Y học cổ truyền Huế.

## Giao thông
Quận Phú Xuân có quốc lộ 1A, quốc lộ 49, đường cao tốc Cam Lộ – La Sơn và đường sắt Bắc Nam đi qua. Đường thủy có sông Hương chảy qua tạo thành ranh giới tự nhiên với quận Thuận Hóa.